# Ferdinand (film)
Ferdinand je americký 3D animovaný film produkovaný Blue Sky Studios a 20th Century Fox Animation z roku 2017. Předlohou se stala dětská kniha Ferdinand, Bull of Munro Leaf.
Snímek režíroval Carlos Saldanha. Postavy nadabovali herci John Cena, Kate McKinnonová, David Tennant, Anthony Anderson, Gabriel Iglesias, Boris Kodjoe, Miguel Ángel Silvestre, Raúl Esparza, Jerrod Carmichael, Gina Rodríguezová, Daveed Diggs, Bobby Cannavale, Sally Phillipsová, Flula Borg a Karla Martínezová. Premiéra ve Spojených státech proběhla 15. prosince 2017.